# Listă de forme de relief pe Oberon
Aceasta este o listă de forme de relief numite (mai ales cratere) de pe Oberon.

## Chasmata
Există o chasmă numită pe Oberon.
| Chasma        | Coordonate                        | Diametru (km) | Data de aprobare | Numită după            | Ref   |
| ------------- | --------------------------------- | ------------- | ---------------- | ---------------------- | ----- |
| Mommur Chasma | 16°18′S 323°30′E / 16.3°S 323.5°E | 537           | 1988             | Mommur, folclor englez | WGPSN |

## Cratere
Craterele oberoniene poartă numele personajelor din piesele lui William Shakespeare.
| Crater     | Coordonatele                      | Diametru (km) | Data de aprobare | Numit după   | Ref   |
| ---------- | --------------------------------- | ------------- | ---------------- | ------------ | ----- |
| Antony     | 27°30′S 65°24′E / 27.5°S 65.4°E   | 47            | 1988             | Marc Antoniu | WGPSN |
| Caesar     | 26°36′S 61°06′E / 26.6°S 61.1°E   | 76            | 1988             | Iulius Cezar | WGPSN |
| Coriolanus | 11°24′S 345°12′E / 11.4°S 345.2°E | 120           | 1988             | Coriolanus   | WGPSN |
| Falstaff   | 22°06′S 19°00′E / 22.1°S 19°E     | 124           | 1988             | Falstaff     | WGPSN |
| Hamlet     | 46°06′S 44°24′E / 46.1°S 44.4°E   | 206           | 1988             | Hamlet       | WGPSN |
| Lear       | 5°24′S 31°30′E / 5.4°S 31.5°E     | 126           | 1988             | Regele Lear  | WGPSN |
| Macbeth    | 58°24′S 112°30′E / 58.4°S 112.5°E | 203           | 1988             | Macbeth      | WGPSN |
| Othello    | 66°00′S 42°54′E / 66°S 42.9°E     | 114           | 1988             | Othello      | WGPSN |
| Romeo      | 28°42′S 89°24′E / 28.7°S 89.4°E   | 159           | 1988             | Romeo        | WGPSN |